# Шуквалак (Міссісіпі)
Шуквалак (англ. Shuqualak) — місто (англ. town) в США, в окрузі Ноксабі штату Міссісіпі. Населення — 399 осіб (2020).

## Географія
Шуквалак розташований за координатами 32°58′45″ пн. ш. 88°34′9″ зх. д. / 32.97917° пн. ш. 88.56917° зх. д. (32.979281, -88.569299).  За даними Бюро перепису населення США в 2010 році місто мало площу 2,92 км², уся площа — суходіл.

## Демографія
Згідно з переписом 2010 року, у місті мешкала 501 особа в 190 домогосподарствах у складі 131 родини. Густота населення становила 171 особа/км².  Було 230 помешкань (79/км²).
Расовий склад населення:
| - 78,6 % — чорних або афроамериканців - 20,0 % — білих - 0,2 % — азіатів |

До двох чи більше рас належало 0,4 %. Частка іспаномовних становила 1,2 % від усіх жителів.
За віковим діапазоном населення розподілялося таким чином: 29,7 % — особи молодші 18 років, 56,5 % — особи у віці 18—64 років, 13,8 % — особи у віці 65 років та старші. Медіана віку мешканця становила 35,7 року. На 100 осіб жіночої статі у місті припадало 91,2 чоловіків;  на 100 жінок у віці від 18 років та старших — 84,3 чоловіків також старших 18 років.
Середній дохід на одне домашнє господарство  становив 25 702 долари США (медіана — 16 050), а середній дохід на одну сім'ю — 34 211 долар (медіана — 20 781). За межею бідності перебувало 37,7 % осіб, у тому числі 60,2 % дітей у віці до 18 років та 15,1 % осіб у віці 65 років та старших.
Цивільне працевлаштоване населення становило 156 осіб. Основні галузі зайнятості: виробництво — 30,1 %, освіта, охорона здоров'я та соціальна допомога — 25,0 %, роздрібна торгівля — 12,8 %, будівництво — 9,0 %.